# Henrique de Meneses, capitão de Tânger
Henrique de Meneses (c. 1490 - depois de 1536) Comendador de Azambuja, de Azinhaga e Idanha a Velha (Ordem de Cristo), Senhor de Aveiras, Governador da Casa do Cível de Lisboa, Cavaleiro do Conselho de D. João III (1518), Capitão de Tânger. Embaixador em Roma.

## Tânger
Filho do capitão de Tânger, D. João de Meneses, e irmão de outro capitão de Tânger, D. Duarte de Meneses, D. Henrique "Homem enérgico e austero", foi nomeado a este posto uma primeira vez, em1501? segundo D. Fernando de Menezes, por pouco tempo, em substituição de seu pai governador, por este se ausentar, sendo quase logo substituído por Rodrigo de Castro, o de Monsanto.
Vem a sêr uma segunda vez, capitão de Tânger, em substituição de seu irmão D. Duarte, nomeado Governador da Índia, em 1521. Assim o descreve Pedro de Mariz no seu Diálogo de Vária história:
"porque succendolhe na Capitania a Dom Duarte de Menezes, seu irmão Dom Henrique de Menezes: ainda, que era estudante, Philosopho,& Theologo, deu de sua pessoa tão notáveis mostras em cavallaria, que não foy pequena a honra,que á sua nobreza então acrescentou; sendo tão animofo,& acelerado em os cometimentos, que em tudo queria ser o primeiro. Delle se conta, que sabendo, que o Alcaide de Tetuão (Almendarim), pessoa famosa em armas havia de correr a Tânger, elle o esperou fora da cidade três dias, no fim dos quaes parecendolhe, que já o Alcaide não viria, começou de se recolher: & ainda o não tinha feito de todo, quando o Alcaide assomou cõ muy brava companhia. Mas Dom Henrique lhe sahio ao encontro cõ tanto animo,& valentia, que apesar do seu ferro, o fez retirar, quasi desbaratado, deixando no campo muitos mortos, cativos, & feridos. Mas não foy tão barato o recontro, que não custasse muito sangue."
Apenas ocupará a capitania durante esse ano.
Em 1513, tinha estado com D. Jaime, duque de Bragança, na conquista de Azamor.

## Embaixada em Roma
Embaixador de D. João III a Roma, obteve, em 1536, a bula que estabelecia a Inquisição em Portugal.

## Dados genealógicos
Tinha casado com Beatriz de Vilhena, chamada a Perigosa, filha de Rui Barreto, alcaide-mor de Faro e capitão de Azamor, e de Branca de Vilhena.
Teve como filhos:
- D. João Telo de Meneses, senhor de Aveiras;
- D. Rodrigo / Afonso de Melo, padre, que ingressou a Sociedade de Jesus em 1543, falecendo em 09/08/1548;[4]
- D. Francisco de Meneses, o trombeta, comendador da Torre de Moncorvo de Proença-a-Nova;[1]
- D. Miguel de Meneses;
- D. António de Meneses, que foi deão de da capela de D. Sebastião e que morreu na Batalha de Alcácer Quibir;[1]
- D. Filipe de Meneses;
- D. Jerónimo de Meneses;
- D. Branca de Vilhena que casou com D. Pedro de Meneses, capitão de Tânger;
- D. Maria de Vilhena casada com D. Manuel de Portugal, comendador de Vimioso[5].